# Sethenira testacea
Sethenira testacea är en insektsart som beskrevs av Maximilian Spinola 1837. Sethenira testacea ingår i släktet Sethenira och familjen bredkantskinnbaggar. Inga underarter finns listade i Catalogue of Life.